# 日当村
日当村（ひなたむら）はかつて岐阜県本巣郡に存在した村である。現在の本巣市日当（かつての本巣町最北部）に該当する。

## 歴史
- 1885年（明治18年）9月 - 金原村から日当村が分立する。
- 1889年（明治22年）7月1日 - 町村制により、日当村が発足。
- 1897年（明治30年）4月1日 - 外山村・金原村・神海村・木知原村・佐原村と合併。改めて外山村が発足。同日、日当村廃止。